# استشفاء جزئي
استشفاء جزئي, والذي يُعرف أيضًا باسم PHP (اختصارًا لعبارة برنامج الاستشفاء الجزئي), هو أحد أنواع البرامج المُستخدمة لعلاج المرض العقلي وكذلك تناول المواد المُسبِّبة للإدمان. ففي حالة الاستشفاء الجزئي، يستطيع المريض أن يُقيم بمنزله، لكنه يتردَّد يوميًا على مركز العلاج طوال أيام الأسبوع. ونظرًا لأن الاستشفاء الجزئي يركز على العلاج الشامل للفرد، بدلاً من سلامة المريض بشكلٍ أساسي، فلا يتم اعتماد البرنامج للمرضى الانتحاريين أصحاب الميول الانتحاريَّة الحادَّة.
ويُعتبر مُمَهِّد الطريق لبرامج الاستشفاء الجزئي هو الدكتور ألبرت إي. مول، والذي اعتقد أن بعض المرضى لا يستطيعون الابتعاد عن عائلاتهم أو عن عملهم كما أن هذه البرامج سوف تُخَفِّض تكاليف الرعاية الطويلة المدى.
ويمكن تقديم برامج الاستشفاء الجزئي في الولايات المتحدة الأمريكية إمَّا في المستشفى أو من خلال أحد مراكز صحة المجتمع العقلية المستقلة (CMHC).
قد يشتمل العلاج أثناء أحد الأيام العادية على العلاج الجماعي، والعلاج الفردي، وأيضًا التقييمات النفسية الدوائية وإجراءات دخول المستشفى.
وتتاح مثل هذه البرامج لعلاج إدمان الكحول ومشاكل تناول المواد المُسببة للإدمان، ومرض الزهايمر، وفقد الشهية وكذلك الشره، والاكتئاب، والاضطراب الثنائي القطب، واضطرابات القلق، والفصام، بالإضافة إلى أمراضٍ عقلية أخرى. تستهدف هذه البرامج بشكلٍ خاص المرضى المسنين أو المرضى البالغين أو المراهقين، كما توجد برامج خاصة بالأطفال الصغار. وتتضمن البرامج المُخصَصَّة للمراهقين والأطفال عادةً برنامجًا أكاديميًا، فإمَّا أن يحل محل مدرسة الطفل المحلية أو يتعاون معها.
التمويل – معظم مقدمي الخدمة في الولايات المتحدة الأمريكية يتم تمويلهم من خلال الأجور التي تُجمع من التأمين الصحي.
وفي الوقت الحالي، يبتعد الكثير من مقدمي الخدمة عن نموذج الاستشفاء الجزئي الذي يعتمد على العلاج اليومي ويستخدمون نموذج التأهيل النفسي الاجتماعي (PSR) كبديلٍ له. ويركز التأهيل النفسي الاجتماعي على تمكين المريض (أو «العضو» كما يُشار إليه غالبًا), بينما يسعى إلى «تأهيل» المرضى المصابين بمرض نفسي مُزمن وذلك للعمل بشكل أكثر استقلالية في مجتمعاتهم المحلية (انظر نموذج كلبهاوس للتأهيل النفسي الاجتماعي للمزيد من المعلومات حول هذه الخدمات).
وعلاوةً على ذلك، اعترض بعض الأشخاص على مُصطلح الاستشفاء الجزئي نفسه، حيث إن عملية الاستشفاء للمرض العقلي تسعى بشكلٍ عام إلى منع حدوث أية إصابات سواء للمريض أو للأشخاص الذين يُقابلهم. ففي الولايات المتحدة الأمريكية، حتى يُمكن إدخال الشخص المستشفى بشكلٍ إجباري، يجب أن يوضح أنه يُمثِّل خطرًا مباشرًا على نفسه أو على الآخرين. ويتم ذلك بواسطة تقديم تقرير من شاهد عيان، كأحد الجيران، أو صديق أو أحد أفراد العائلة، يُفيد بخطورة هذا الشخص.
ثُمَّ يُنقل الشخص إلى أقرب مستشفى عن طريق سيارة الإسعاف، حيث ينتظرون حضور أحد الأطباء النفسيين لتشخيص حالته، والذي قد يستغرق عدة ساعات، وخصوصًا إذا كان المريض قد تم نقله في ساعات متأخرة من الليل. يتحدث الطبيب النفسي مع المريض لعدة دقائق حتى يتمكن من تحديد إذا كان يُمثِّل خطرًا أم لا. فكثير من المرضى في برامج الاستشفاء الجزئي لم ولن يتم إدخالهم المستشفى أبدًا للرعاية النفسية. ولذلك، فهم يعترضون على ردود الفعل التي تقول بأن برنامج الاستشفاء الجزئي هو «خطوة متقدمة» من الاستشفاء الفعلي.